# Drepanis
Drepanis (česky šatovník, toto jméno je však používáno pro více rodů) představuje rod havajských zpěvných ptáků ze skupiny šatovníků, který zahrnuje dva novodobě vyhubené druhy (šatovník černý a šatovník žlutoocasý) a jeden stále žijící druh (šatovník šarlatový).
Oba vyhynulé druhy měly dlouhé a zahnuté zobáky. Šatovník žlutoocasý (Drepanis pacifica) byl vysoký asi 23 cm a vyznačoval se černožlutým opěřením, zobák a nohy byly tmavě hnědočerné. Šatovník černý (Drepanis funerea) dosahoval délky 20 cm a jeho opeření bylo prakticky na celém těla jednotvárně černé. Šatovník šarlatový (Drepanis coccinea), jediný přežívající druh z rodu, jenž byl historicky řazen i do samostatného rodu Vestiaria, má rovněž zahnutý zobák, ale jeho peří na těle se pohybuje vesměs v odstínech šarlatové. Největší populace šatovníků šarlatových stále přežívají na ostrovech Havaj a Maui.